# Time-Limited Error Recovery
Tidsbegränsad felhantering, "Time-Limited Error Recovery", (TLER) är namnet som Western Digital använder till att ge hårddiskar funktioner som tillåter förbättrad felhantering i en RAID-miljö. Ibland kan det uppstå konflikter om felhanteringen ska hanteras av hårddisken eller av RAID-kontrollen, vilket leder till att enheterna markeras som oanvändbara och kan skapa flaskhalsar, när detta annars hade kunnat undvikas. Liknande tekniker kallade Error Recovery Control (ERC), används av konkurrenten Seagate, och Command Completion Time Limit (CCTL), som används av Samsung och Hitachi.